# جسم مضاد مؤنسن
الأجسام المضادة المؤنسنة هي أجسام مضادة من أنواع غير بشرية تم تعديل تسلسلات بروتينها لزيادة تشابهها مع الأجسام المضادة المختلفة المُنتجة بشكل طبيعي في الجسم البشري.  هذه الأجسام المضادة يتم تصنيعها في المختبر عن طريق الجمع بين جسم مضاد بشري وجزء صغير من جسم مضاد وحيد النسيلة للفأر أو الجرذ. يرتبط جزء الفأر أو الجرذ من الجسم المضاد بالمستضد المستهدف، بينما يقلل الجزء البشري من احتمالية تدميره بواسطة الجهاز المناعي للجسم البشري. عادةً ما يتم تطبيق عملية "الأنسنة" على الأجسام المضادة وحيدة النسيلة المطورة لإعطائها للبشر (على سبيل المثال، الأجسام المضادة المطورة كأدوية مضادة للسرطان). يمكن أن تكون عملية الأنسنة ضرورية عندما تنطوي عملية تطوير جسم مضاد معين على التوليد (المناعي) في جهاز مناعي غير بشري (مثل ذلك الموجود في الفئران). تسلسلات البروتين للأجسام المضادة المنتجة بهذه الطريقة مختلفة جزئيًا عن الأجسام المضادة المتناددة التي تحدث بشكل طبيعي في البشر، وبالتالي فهي مستمنعة محتملة عند إعطائها للمرضى من البشر (انظر أيضًا الأجسام المضادة البشرية المضادة للفأر). تنتهي الأسماء الدولية غير المسجلة الملكية للأجسام المضادة المؤنسنة باللاحقة زوماب (-zumab)، كما هو الحال في أوماليزوماب (انظر تسمية الأجسام المضادة وحيدة النسيلة).
أشارت الدراسات السريرية إلى أن الأجسام المضادة المؤنسنة أقل توليداً للمناعة لدى البشر مقارنة بالأجسام المضادة الخيمرية، وهذه أحد أهم الفروقات بينها.
هناك طرق أخرى لتطوير الأجسام المضادة وحيدة النسيلة. طالع قائمة الأجسام المضادة وحيدة النسيلة لمعرفة الأدوية أحادية النسيلة التي تم تطويرها لاستخدامها في البشر.

## اختلافها عن "الأجسام المضادة الخيمرية"

رسومات للأجسام المضادة وحيدة النسيلة: الكيميرية (أعلى اليمين)، والأجسام المضادة المؤنسنة (أسفل اليسار)، والأجسام المضادة الكيميرية/المؤنسنة (أسفل الوسط). تظهر الأجزاء البشرية باللون البني، والأجزاء غير البشرية باللون الأزرق.

يُنظر عادةً إلى عملية "الأنسنة" على أنها مختلفة عن إنشاء هجين (خيمري) من الأجسام المضادة بين الفأر والإنسان. لذا، على الرغم من أن إنشاء الأجسام المضادة الخيمرية يتم عادةً لتحقيق جسم مضاد أكثر شبهاً بالإنسان (عن طريق استبدال المنطقة الثابتة من الجسم المضاد للفأر بجسم مضاد بشري)، إلا أن الخيمرات البسيطة من هذا النوع لا يشار إليها عادةً باسم الأنسنة. بل إن تسلسل البروتين في الجسم المضاد المؤنسن متطابق بشكل أساسي مع التسلسل البشري المتغير، على الرغم من الأصل غير البشري لبعض أجزاء المناطق المحددة للتكامل/للتتام (CDR) المسؤولة عن قدرة الجسم المضاد على الارتباط بمستضده المستهدف.
تحتوي أسماء الأجسام المضادة الخيمرية على جذع -xi-. تشمل أمثلة الأجسام المضادة الكيمرية المعتمدة للعلاج البشري: ابسيكسيماب (ReoPro) و باسيليكسيماب (Simulect) وسيتوكسيماب (Erbitux) وينفليكسيماب (Remicade) وريتوكسيماب (MabThera). هناك أيضًا العديد من الأمثلة على المواد الخيمرية التي تخضع حاليًا للتجارب السريرية (على سبيل المثال، بافيتوكسيماب، راجع القائمة القابلة للفرز للحصول على أمثلة إضافية:قائمة الأجسام المضادة وحيدة النسيلة .